# Wheatonova repríza
Wheatonova repríza je devatenáctý díl třetí řady amerického televizního seriálu Teorie velkého třesku. V této epizodě hostují Wil Wheaton, Kevin Sussman, Ian Scott Rudolph a Owen Thayer. Režisérem epizody je Mark Cendrowski.

## Děj
Partička se domluví na přátelském utkání v bowlingu proti Stuartovi (Kevin Sussman) a jeho přátelům. Situace se stane malinko pikantnější ve chvíli, kdy Sheldon zjistí, že jeden člen Stuartova týmu nemohl přijít a tak jej nahradil Wil Wheaton, jeho úhlavní nepřítel. Výkonu Sheldonova týmu nepomáhá ani to, že Leonard se vyznal z lásky k Penny a ta mu na to nedokázala odpovědět stejným způsobem. S řešením celé situace jí nakonec "pomůže" právě Wil.

## Obsazení
| Johnny Galecki    | Leonard Hofstadter |
| Jim Parsons       | Sheldon Cooper     |
| Kaley Cuoco       | Penny              |
| Simon Helberg     | Howard Wolowitz    |
| Kunal Nayyar      | Raj Koothrappali   |
| Wil Wheaton       | sebe               |
| Kevin Sussman     | Stuart Bloom       |
| Ian Scott Rudolph | kapitán teplák     |
| Owen Thayer       | Larry              |